# The Den
The Den („die Höhle“) ist ein Fußballstadion im südöstlichen Londoner Stadtteil Bermondsey, Vereinigtes Königreich. Die Anlage im Stadtbezirk Southwark befindet sich südlich der Themse. Sie ist die Heimspielstätte des englischen Fußballclubs FC Millwall. 

## Geschichte
Der FC Millwall zog 1993 von The Old Den, der nur rund fünfhundert Meter entfernt liegt, in den Neubau mit 20.146 Sitzplätzen um. Die Plätze verteilen sich auf vier nahezu identische, einzeln stehende Tribünen hinter den Toren bzw. an den Längsseiten des Spielfeldes. Es war der erste Neubau eines Fußballstadions in der englischen Hauptstadt nach dem Zweiten Weltkrieg. Zu Beginn der Saison 2007/08 wurde das Stadion offiziell von The New Den in The Den umbenannt und erhielt somit den Namen des alten Stadions. Das alte Stadion von 1910 wurde zu The Old Den.
Anfang Oktober 2019 beendete das Lewisham Council einen 2013 geschlossenen Vertrag mit der Firma Renewal. Dieser sah den Verkauf der Grundbesitze des am Stadion grenzenden Grundstücks vor. Dies verhinderte die Pläne für den Ausbau des Geländes. The Lions dachten aus diesem Grund über einen Umzug außerhalb von London nach Kent nach. Die Entscheidung sicherte den Verbleib des FC Millwall in The Den. Auf den umliegenden Grundstücken sollen neue Wohnungen bzw. Sozialwohnungen, Arbeitsplätze und ein Bahnhof entstehen.

## Tribünen
- Barry Kitchener Stand: Haupttribüne, West
- Dockers Stand: Gegentribüne, Ost
- Cold Blow Lane Stand: Hintertortribüne, Süd
- North Stand: Hintertortribüne, Nord

## Besucherrekord und Zuschauerschnitt
Der Zuschauerrekord stammt vom 10. Januar 1994, als der FC Millwall in der 3. Runde des FA Cup 1993/94 auf den FC Arsenal (0:1) traf und 20.093 Fans die Partie verfolgten.
- 2014/15: 10.902 (Football League Championship)
- 2015/16: 09.108 (Football League One)
- 2016/17: 09.340 (EFL League One)
- 2017/18: 13.368 (EFL Championship)
- 2018/19: 13.636 (EFL Championship)